# Madagaskarplan

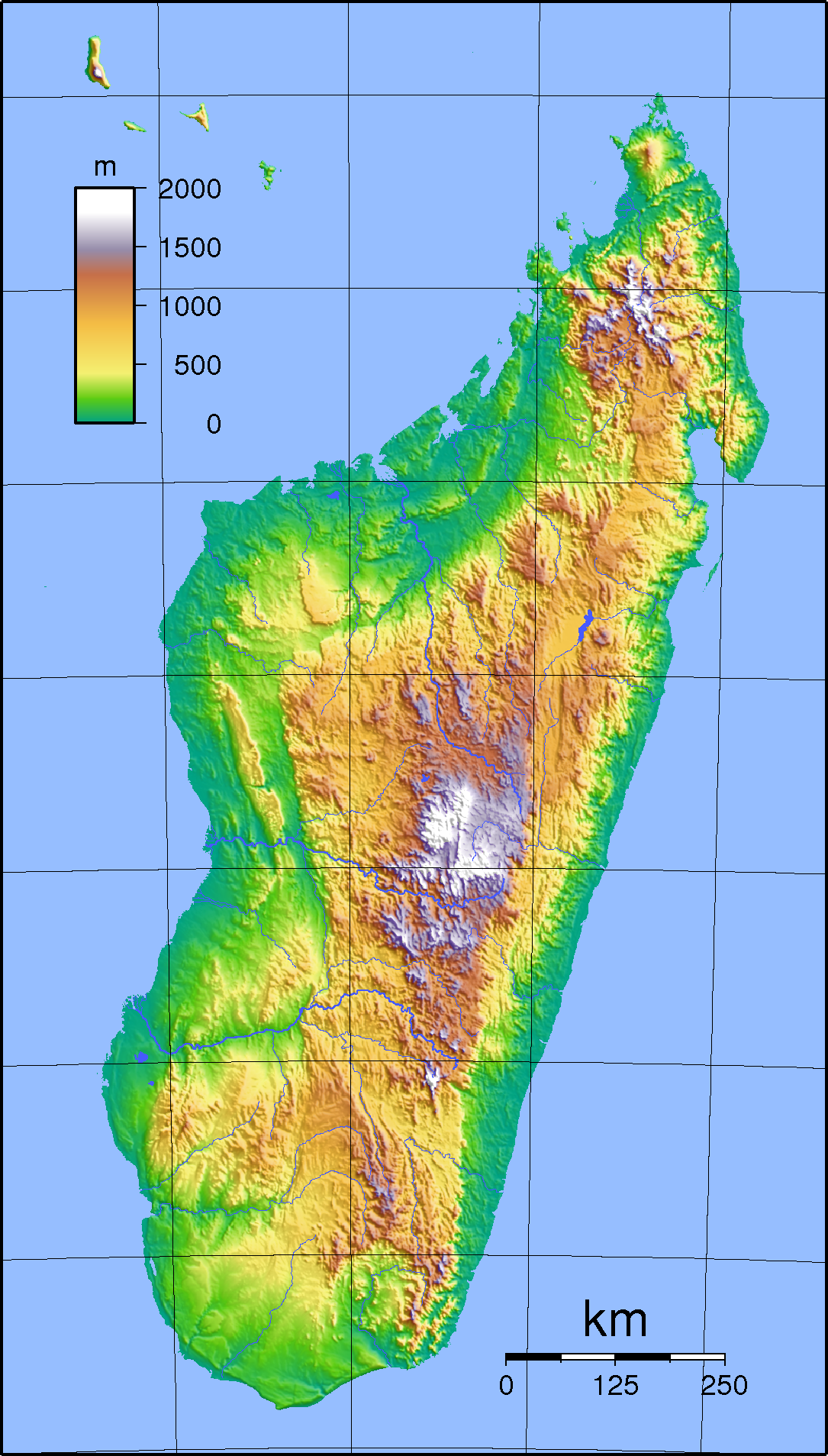
Physische Karte von Madagaskar

Der Madagaskarplan (auch Madagaskar-Plan) war eine vom nationalsozialistischen Regime Deutschlands zu Beginn des Zweiten Weltkrieges kurzzeitig verfolgte Erwägung, vier Millionen europäische Juden auf die vor der Ostküste Afrikas gelegene Insel Madagaskar, damals eine französische Kolonie, zu deportieren.
Der antisemitische Plan wurde nach der Niederlage Frankreichs im Juni 1940 im Reichssicherheitshauptamt (RSHA) und im Auswärtigen Amt des Deutschen Reiches ausgearbeitet. Er wurde allerdings nie umgesetzt, insbesondere wegen des Seekrieges gegen Großbritannien und der damit nicht vorhandenen Hoheit über die entsprechenden Seewege. So endeten die Arbeiten am Madagaskarplan noch im selben Jahr. Stattdessen wurde letztlich ein Großteil der europäischen Juden im Holocaust ermordet.

## Vorgeschichte im internationalen Kontext
Erstmals wurde der Gedanke einer Deportation von Juden nach Madagaskar von dem antisemitischen deutschen Orientalisten und Politiker der preußischen Konservativen Partei, Paul Anton de Lagarde (1827–1891), vorgebracht. Er schlug 1885 vor, alle osteuropäischen Juden auf die Insel Madagaskar zu bringen. Nach dem Ersten Weltkrieg wurde der Madagaskarplan von britischen und niederländischen Antisemiten wie Henry Hamilton Beamish, dem Gründer der antisemitischen Organisation The Britons (1919), oder Egon van Winghene und Arnold Leese aufgegriffen. Leese, der 1928 die „Imperial Fascist League“ (Imperiale Faschistische Liga) gegründet hatte, schrieb 1938 in Devilry in the Holy Land:

“A National Home for the Jews must be found; the best place is Madagascar. For this, France and the displaced natives should receive full compensation from Jewish funds. Once in Madagascar, or, if that island cannot be made partly available to them, in a National Home elsewhere, no Jew should be allowed outside it on pain of death. There is no other way. Hedge how you like, there is no other way.”

„Es muss eine Heimstätte für die Juden gefunden werden; der beste Ort ist Madagaskar. Dafür sollten Frankreich und die ansässigen Ureinwohner den vollen Ausgleich durch jüdische Gelder erhalten. Einmal in Madagaskar, bzw., wenn diese Insel ihnen nicht teilweise zur Verfügung gestellt werden kann, anderswo, sollte Juden das Verlassen dieses Gebiets unter Androhung der Todesstrafe verboten werden. Es gibt keinen anderen Weg.“

Auch der führende Vertreter des Zionismus, Theodor Herzl (1860–1904), schrieb in seinem 1902 veröffentlichten Roman Altneuland über Madagaskar als mögliches Emigrationsland. Im Gegensatz zum Uganda-Programm wurde Madagaskar aber nie ernsthaft von Zionisten diskutiert, denn solche Vorstellungen waren für Zionisten insgesamt nur marginale Erwägungen. Ihr vorrangiges Ziel war, eine Heimstätte für Juden als eigenes Staatsvolk in Eretz Israel zu finden.
1926/27 prüften Vertreter der Regierungen Polens und Japans die Möglichkeit, die auf ihrem Staatsgebiet lebenden ethnischen Minderheiten nach Madagaskar auszusiedeln. Die Insel war größer als das damalige Deutsche Reich oder die damalige Republik Polen, dafür mit etwa 4 Millionen indigenen Einwohnern in der Mitte der 1930er Jahre aber vergleichsweise dünn besiedelt.

## Polnische Kommission 1937

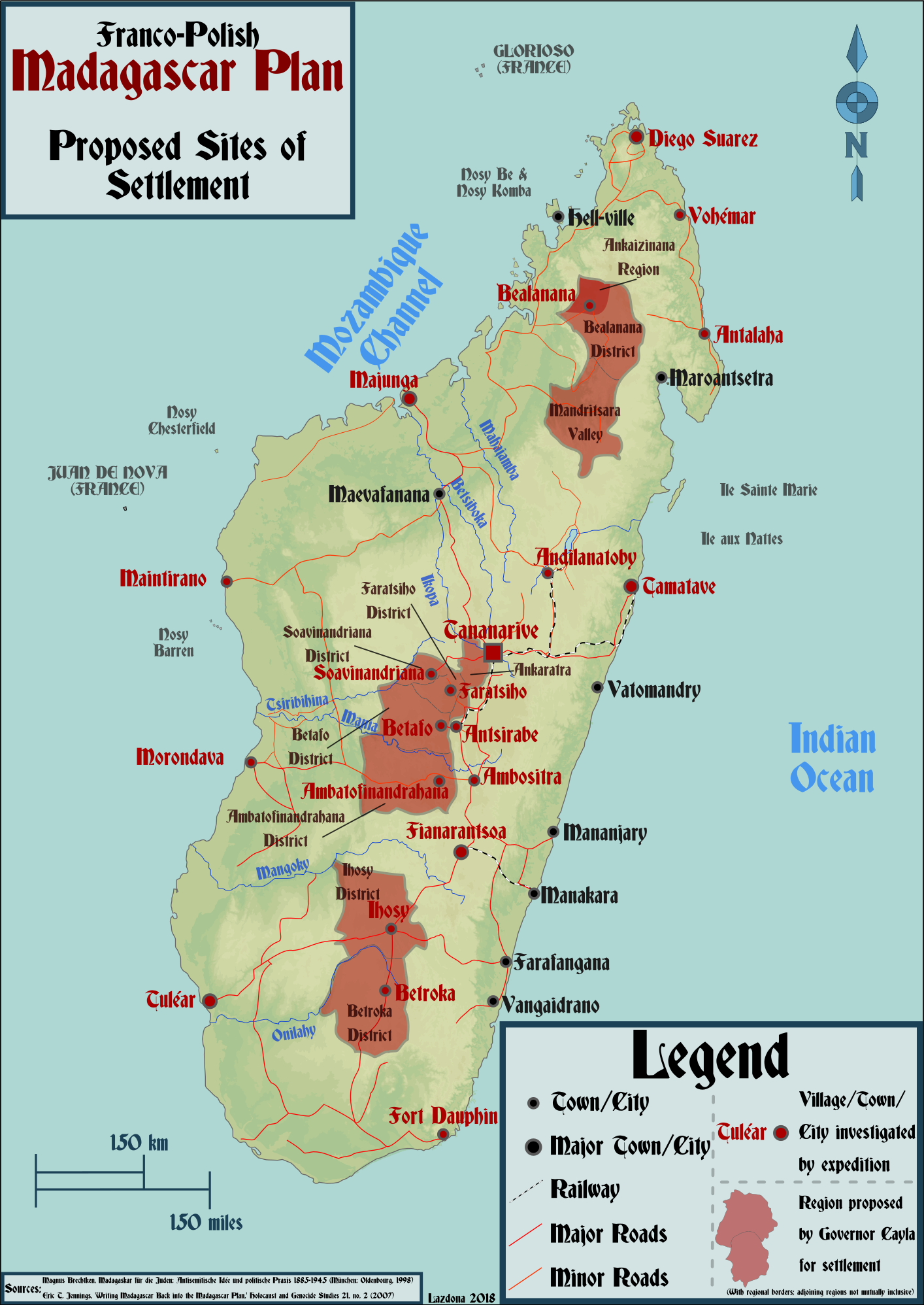
Vorgeschlagene Siedlungsorte im Plan der polnischen Kommission

Seit der erzwungenen Absetzung der letzten madagassischen Königin Ranavalona III. herrschte Frankreich mit Gewalt über Madagaskar. Die Ausbeutung der Insel, die Einführung des Code de l’indigénat und die Ansiedlung von bis zu 25.000 Franzosen hatten mehrere Rebellionen der einheimischen Bevölkerung zur Folge, die bei den französischen Kolonialbehörden zunehmend für Unmut sorgten. Auf Initiative des französischen Kolonialministers Marius Moutet war ab 1936 die Idee diskutiert worden, Madagaskar unter polnische Verwaltung zu stellen, da einige polnische Politiker aus wirtschaftlichen und geopolitischen Gründen Interesse an einem eigenen Überseegebiet zeigten. Am 5. Mai 1937 entsandte die polnische Regierung unter Premier Felicjan Składkowski nach Genehmigung Frankreichs eine Prüfungskommission nach Madagaskar, die auch die Umsiedlung polnischer Juden dorthin untersuchen sollte. Angeführt wurde diese Prüfungskommission von Major Mieczysław Lepecki. Seine Begleiter waren unter anderem der Biologe Arkady Fiedler sowie die Juden Leon Alter, Direktor des Jüdischen Emigrationsverbandes (JEAS) in Warschau, und Salomon Dyk, ein Landwirtschaftsingenieur aus Tel Aviv. Während Lepecki der Ansicht war, dass man 40.000 bis 60.000 Juden ins Hochland von Madagaskar umsiedeln könnte, hätten nach Alter aber nur 2.000 Menschen auf der ganzen Insel Platz. Die Schätzungen von Dyk, der wie Alter ohnehin Palästina präferierte, fielen sogar noch geringer aus. Obwohl die polnische Regierung das Ergebnis von Lepecki für zu hoch einschätzte und die madagassische Bevölkerung gegen eine Einwanderungswelle demonstrierte, setzte sie die Verhandlungen mit Frankreich fort. Interessiert an der Prüfungskommission waren neben Polen und Frankreich auch Großbritannien, die Niederlande und das Joint Distribution Committee, eine vor allem in Europa tätige Hilfsorganisation US-amerikanischer Juden für jüdische Glaubensgenossen.

## Erste Erwägungen während des NS-Regimes in Deutschland (vor 1940)
Der ursprüngliche Plan der Nationalsozialisten war es, die Juden in einen abgegrenzten Staat zu deportieren. Der Sicherheitsdienst (SD) veröffentlichte 1937 Vorschläge für die Deportation deutscher Juden. Als Zielorte erwogen wurden Palästina, Ecuador, Kolumbien und Venezuela. Am 2. März 1938 erhielt Adolf Eichmann den Auftrag für eine „außenpolitische Lösung der Judenfrage“. Nach der Konferenz von Évian, die  vom 6. bis 15. Juli 1938 tagte, rückte auch Madagaskar in den Blickpunkt der Überlegungen. Zahlreiche NS-Politiker, darunter Hermann Göring, Julius Streicher (Herausgeber von Der Stürmer), Alfred Rosenberg, Außenminister Joachim von Ribbentrop und Reichsbankpräsident Hjalmar Schacht, griffen diesen Gedanken auf. Am 12. November 1938 erklärte Göring bei einem Treffen im Reichsluftfahrtministerium, in dem die weitere Judenpolitik nach den Novemberpogromen abgesprochen wurde, Hitler habe ihm am 9. November gesagt, er wolle „jetzt endlich einen außenpolitischen Vorstoß machen zunächst bei den Mächten, die die Judenfrage aufgeworfen haben, um dann tatsächlich zur Lösung der Madagaskar-Frage zu kommen“. Im Dezember 1939 stellte von Ribbentrop Papst Pius XII. ein Friedensangebot vor, in dem die Emigration der Juden nach Madagaskar erwähnt wird. Aber erst im Jahre 1940, kurz vor dem militärischen Sieg der Deutschen über Frankreich und der Besetzung dessen nördlicher Hälfte, nahm der Plan konkretere Formen an.

## Beginn der Planungen (1940)
Noch Anfang 1940 wollte der Reichsführer SS Heinrich Himmler alle europäischen Juden ins Generalgouvernement – den von Deutschland besetzten größten Teil Polens – deportieren. Dies stieß auf den Widerstand von Hans Frank, der Göring zu einem Erlass vom 24. März 1940 bewog, mit dem die Umsiedlungen bis auf weiteres ausgesetzt wurden. Fortan wurde der Madagaskar-Plan öffentlich diskutiert. Am 29. Mai 1940 stellte Himmler seinen Plan Hitler vor und schlug „die Auswanderung sämtlicher Juden nach Afrika oder sonst in eine Kolonie“ vor. Himmler äußerte in anderem Zusammenhang, dass dies noch der mildeste und beste Weg wäre, da man „die bolschewistische Methode der physischen Ausrottung eines Volkes aus innerer Überzeugung als ungermanisch und unmöglich“ ablehne. Hitler stimmte der Ausarbeitung des Madagaskar-Plans zu, da nach Beginn des Westfeldzugs ein baldiger Sieg über Frankreich erwartet wurde.
Am 18. Juni 1940 informierten Hitler und Ribbentrop auf einer Konferenz über die Zukunft Frankreichs Benito Mussolini und den italienischen Außenminister Ciano über den Madagaskar-Plan. Am 20. Juni teilte Hitler seine Absichten Großadmiral Erich Raeder mit. Dieser schlug ihm vor, die Juden in den Norden von Portugiesisch-Angola zu deportieren. Am 17. August 1940 notierte Reichspropagandaminister Joseph Goebbels in seinem Tagebuch über ein Gespräch mit Hitler: „Die Juden wollen wir später nach Madagaskar verfrachten. Dort können sie ihren eigenen Staat aufbauen.“
Reinhard Heydrich, der Stellvertreter Himmlers, erklärte sich am 24. Juni in einem Brief an Ribbentrop für eine territoriale „Endlösung der Judenfrage“ zuständig. Fortan wurde die Planung sowohl im Auswärtigen Amt als auch in der SS vorangetrieben. Im Generalgouvernement wurden Juden aufgrund der nun ins Auge gefassten Lösung zeitweilig nicht mehr in Ghettos eingewiesen. Die im Ghetto Lodz verbliebenen Juden, die eigentlich im August ins Generalgouvernement ausgesiedelt werden sollten, blieben vorübergehend unbehelligt. Unterdessen trieben Rademacher im Auswärtigen Amt und Eichmann im Referat „Juden- und Räumungsangelegenheiten“ des Reichssicherheitshauptamtes die Planungen voran. Heydrich beauftragte damit Eichmann, der sich seit Ende 1939 mit der Aussiedlung von Juden ins Generalgouvernement befasst hatte. Eichmann informierte daraufhin die Reichsvereinigung der Juden in Deutschland und Vertreter der jüdischen Gemeinden in Prag und Wien, es sei geplant, etwa vier Millionen Juden in ein anderes Land zu transferieren, dessen Namen er aber nicht nannte. Otto Hirsch vom Vorstand der Reichsvereinigung entwarf daraufhin eine ausführliche Denkschrift über die Erziehung, die für ein Leben auf der tropischen Insel notwendig werden würde.

## Pläne zur Umsetzung

### Rademacher-Plan
Adolf Hitler und Außenminister von Ribbentrop beauftragten den Referatsleiter für „Judenfragen“ im Auswärtigen Amt, Franz Rademacher, einen Plan zur Umsetzung der Deportationen nach Madagaskar zu erarbeiten. Rademacher formulierte am 3. Juni 1940 drei Möglichkeiten zur „Lösung der Judenfrage“:
1. Verbannung aller Juden aus Europa, als mögliches Ziel wird Madagaskar genannt.
2. Nur Juden aus West- und Mitteleuropa werden nach Madagaskar verschifft. Alle osteuropäischen Juden werden nach Lublin deportiert und als Geiseln für das Wohlverhalten der USA genommen.
3. Alle Juden werden nach Palästina deportiert. Diese Möglichkeit lehnte Rademacher in der Befürchtung ab, die Juden könnten von einem „zweiten Rom“ aus die ganze Welt beherrschen.

Rademacher veröffentlichte seinen Plan am 2. Juli 1940 unter dem Titel Die Judenfrage im Friedensvertrag. Madagaskar sollte eine „jüdische Wohnstätte unter deutscher Oberhoheit“ werden, womit eine Art „Großghetto“ gemeint war. Der Plan betraf vier Millionen Juden (polnische und russische Juden wurden nicht mitberechnet). Im Plan schlug Rademacher folgendes vor:
- Das Auswärtige Amt erstellt mit einigen weiteren europäischen Ländern einen Friedensvertrag mit England und Frankreich.
- Das Vichy-Regime übergibt die Kolonie Madagaskar an Deutschland.
- Deutschland erhält das Recht, militärische Flug- und Flottenstützpunkte auf Madagaskar zu errichten.
- Die 25.000 europäischen Siedler (meist Franzosen) müssen Madagaskar verlassen.
- Bei der Emigration der Juden handelt es sich um eine Zwangsumsiedlung.
- Finanziert wird das Projekt aus dem jüdischen Vermögen der jeweiligen Heimatländer.
- Die Kanzlei des Führers koordiniert die Transporte.
- Die SS sammelt alle Juden ein und deportiert sie nach Madagaskar.
- Für die Propaganda sind das Auswärtige Amt und das Reichsministerium für Volksaufklärung und Propaganda zuständig.
- Ein von Himmler eingesetzter Polizeigouverneur verwaltet die Insel. Die Juden dürfen nur an der lokalen Verwaltung beteiligt sein.

### Kompetenzstreitigkeiten
Unmittelbar darauf intervenierte Reinhard Heydrich, der die Gesamtkompetenz für die Judenfrage erhalten hatte, sich nun übergangen fühlte und die Leitung des Madagaskar-Projekts für sich beanspruchte.
Im Reichssicherheitshauptamt befasste sich nun auch Adolf Eichmann mit den Plänen. Er holte Gutachten ein und ließ den Bedarf an Transportschiffen ermitteln. Nach seinen Berechnungen hätten pro Jahr 1.000.000 Personen nach Madagaskar verschifft werden können, so dass die Dauer der Aktion auf vier bis fünf Jahre geschätzt wurde. – Da die Unterlagen des RSHA nicht aufgefunden wurden, sind weitere Einzelheiten der Planung nicht bekannt.
Generalgouverneur Frank ließ auf Rademachers Plan hin den Ausbau sämtlicher Ghettos in seinem Herrschaftsbereich stoppen. Damit beschwor er einen Konflikt mit Arthur Greiser herauf, dem Chef der Zivilverwaltung im Militärbezirk Posen. Dieser glaubte nicht daran, dass sich der Madagaskarplan vor Wintereinbruch würde verwirklichen lassen. Eine Einigung kam nicht zustande. Den Verantwortlichen lagen mehrere Gutachten vor, die (anders als die polnischen Gutachten) den Zuzug von 5 bis 6,5 Millionen jüdischen Siedlern nach Madagaskar für möglich hielten. Nach einem Urteil des Historikers Magnus Brechtken sind diese Gutachten unschlüssig; sie kämen zu einem Ergebnis, das politisch als wünschenswert signalisiert worden sei. „Wer diesen Plan zu Ende dachte … musste zu dem Urteil kommen, dass eine Deportation nach Madagaskar in dieser Form einem Todesurteil gleichkam…“

## Scheitern des Madagaskar-Plans
Die Voraussetzungen für die Umsetzung des Madagaskarplans waren nicht erfüllt. Ein Frieden mit Großbritannien war nicht greifbar nahe, und die Ausführung des Plans war bei der Vorherrschaft der britischen Marine nicht möglich, und auch das französische Vichy-Regime verwahrte sich gegen eine Abtretung seiner Kolonie Madagaskar an Deutschland.
Als am 5. Mai 1942 die britische Marine in der Operation Ironclad in Madagaskar landete und die Insel gegen den Widerstand der französischen Armee eroberte und besetzte, war die Umsetzung des Plans obsolet geworden.
Bereits ab September 1940 waren die Arbeiten am Madagaskarplan ohnehin nicht mehr weitergeführt worden. Hitler und die für die Judenpolitik zuständigen nationalsozialistischen Politiker hofften aber, dass er später doch noch aktuell werden könne: Als Alfred Rosenberg einen Artikel über den Madagaskarplan veröffentlichen wollte, ließ Hitler ihm am 3. November 1940 durch seinen Sekretär Martin Bormann ausrichten, derzeit solle der Artikel nicht erscheinen, „vielleicht aber schon in einigen Monaten“. Eichmann erhöhte noch am 3. Dezember die Zahl der nach Madagaskar zu Deportierenden auf 6 Millionen. In einer Sitzung im Dezember 1940 wurde beschlossen, die Juden auf die Möglichkeit einer „Gruppen- und Massensiedlung“ vorzubereiten, und ein Rundschreiben an alle Gemeinden verschickt, in der von einer „jüdischen Siedlung“ auch außerhalb Palästinas die Rede war. Währenddessen waren untergeordnete Gauleiter schon damit beschäftigt, ihre Gebiete „judenfrei“ zu machen.
Am 10. Februar 1942 übermittelte Rademacher an Harald Bielfeld, den Leiter der Abteilung Pol X im Auswärtigen Amt, die endgültige Entscheidung Hitlers, „dass die Juden nicht nach Madagaskar, sondern nach dem Osten abgeschoben werden sollen. Madagaskar brauche mithin nicht mehr für die Endlösung vorgesehen werden.“

## Einordnung in den Kontext des Holocaust
Die Einordnung des Madagaskarplans in den Holocaust wird unterschiedlich gedeutet. Eine Reihe von Historikern und Sozialwissenschaftlern, die zumeist den Funktionalisten zugeordnet werden, geht davon aus, dass die Entschlussbildung zum Völkermord erst im Laufe des Zweiten Weltkriegs erfolgt sei. Andere Wege, sich der Juden zu entledigen, seien ernsthaft erwogen worden. Nach dieser Deutung war der „Madagaskarplan“ für kurze Zeit eine ernsthafte Überlegung, die „Judenfrage“ durch Zwangsumsiedlung in Form eines überkontinentalen Auswanderungsprogramms zu lösen. „Wenn hohe NS-Funktionäre die für August vorgesehenen Deportationen aussetzten und die Errichtung von Ghettos im Generalgouvernement stoppten, so war das kein schlau ausgedachtes Täuschungsmanöver. […] Sie trafen vielmehr Entscheidungen auf der Grundlage des Madagaskar-Plans, der im Sommer 1940 faktisch die nationalsozialistische Judenpolitik darstellte.“ Der Madagaskarplan wird dabei als psychologischer Meilenstein hin zum Holocaust gesehen.
Der Historiker Eberhard Jäckel, der den Intentionalisten zugerechnet wird, vertritt dagegen die Ansicht, dass der Völkermord an den Juden, wie er ab Anfang der 1940er Jahre tatsächlich und zunehmend systematischer auf industriell betriebener Grundlage umgesetzt wurde, bereits 1939 von höchster Ebene beschlossen gewesen sei. Hitler selbst hatte noch vor Beginn des Zweiten Weltkriegs in einer öffentlichen Rede zum Jahrestag seiner „Machtergreifung“ am 30. Januar 1939 vor dem Reichstag in der Krolloper die „Vernichtung der jüdischen Rasse in Europa“ für den Fall eines neuen Krieges angekündigt; des Krieges, den er selbst bereits von langer Hand vorbereitet hatte und an dem er in propagandistischer Absicht vorab den Juden die Schuld zuschrieb. Dieser auch von anderen intentionalistischen Historikern geteilten Deutung zufolge war der Madagaskarplan letztlich nie eine ernsthafte Option der nationalsozialistischen Führung, sondern lediglich eine nach außen hin dargestellte Erwägung, um das eigentlich angestrebte Ziel, die Ermordung von bis zu 11 Millionen Menschen, in der Öffentlichkeit zu verschleiern.
Auch Götz Aly erscheint das Vorhaben rückwirkend „völlig abwegig, deshalb wird es nicht selten als Metapher für den angeblich schon fest geplanten Völkermord interpretiert“. Durch die Kontrolle der italienischen und französischen Kolonien in Afrika sah man in Berlin zunächst die Verwirklichung als wahrscheinlich an. Als sich durch die Überlegenheit der britischen Mittelmeerflotte wenige Wochen später die Umsiedlung als unrealistisch erwies, wurde das Warschauer Ghetto im November 1940 endgültig abgeriegelt.